# Пярноя, Риа
Риа Пярноя (эст. Ria Pärnoja; в браке — Таэль (эст. Tael); 6 мая 1965, Вяндра) — советская биатлонистка, бронзовый призёр чемпионата СССР в эстафете (1983).

## Биография
Выпускница школы № 10 г. Таллина. С десяти лет занималась лыжными гонками в спортивном клубе Ленинского района Таллина у тренеров Айты и Тыну Пяясуке. Была призёром юниорских соревнований Эстонской ССР по лыжным гонкам. Представляла спортивное общество «Динамо» и город Таллин.
На чемпионате СССР среди женщин 1983 года, проходившем в Соликамске, стала бронзовым призёром в эстафете в составе сборной Эстонской ССР.
Становилась чемпионкой и призёром чемпионата Эстонской ССР по летнему биатлону (1983), чемпионкой по биатлону в спринте (1984), серебряным призёром по лыжным гонкам в эстафете (1984).
В середине 1980-х годов завершила спортивную карьеру. Окончила Таллинский техникум лёгкой промышленности (1986). В 1995 году вышла замуж.